# Triphlebia pinnata
Triphlebia pinnata là một loài thực vật có mạch trong họ Aspleniaceae. Loài này được (J. Sm. ex Kunze) Baker miêu tả khoa học đầu tiên năm 1886.